# James Donahue
James Donahue (Estados Unidos, 15 de abril de 1885-20 de marzo de 1966) fue un atleta estadounidense, especialista en la prueba de pentatlón en la que llegó a ser subcampeón olímpico en 1912.

## Carrera deportiva
En los JJ. OO. de Estocolmo 1912 ganó la medalla de plata en la competición de pentatlón, consiguiendo 24 puntos, siendo superado por su compatriota Jim Thorpe y el noruego Ferdinand Bie (ambos con el oro), y por delante del canadiense Frank Lukemann (bronce).